# 西鶴間

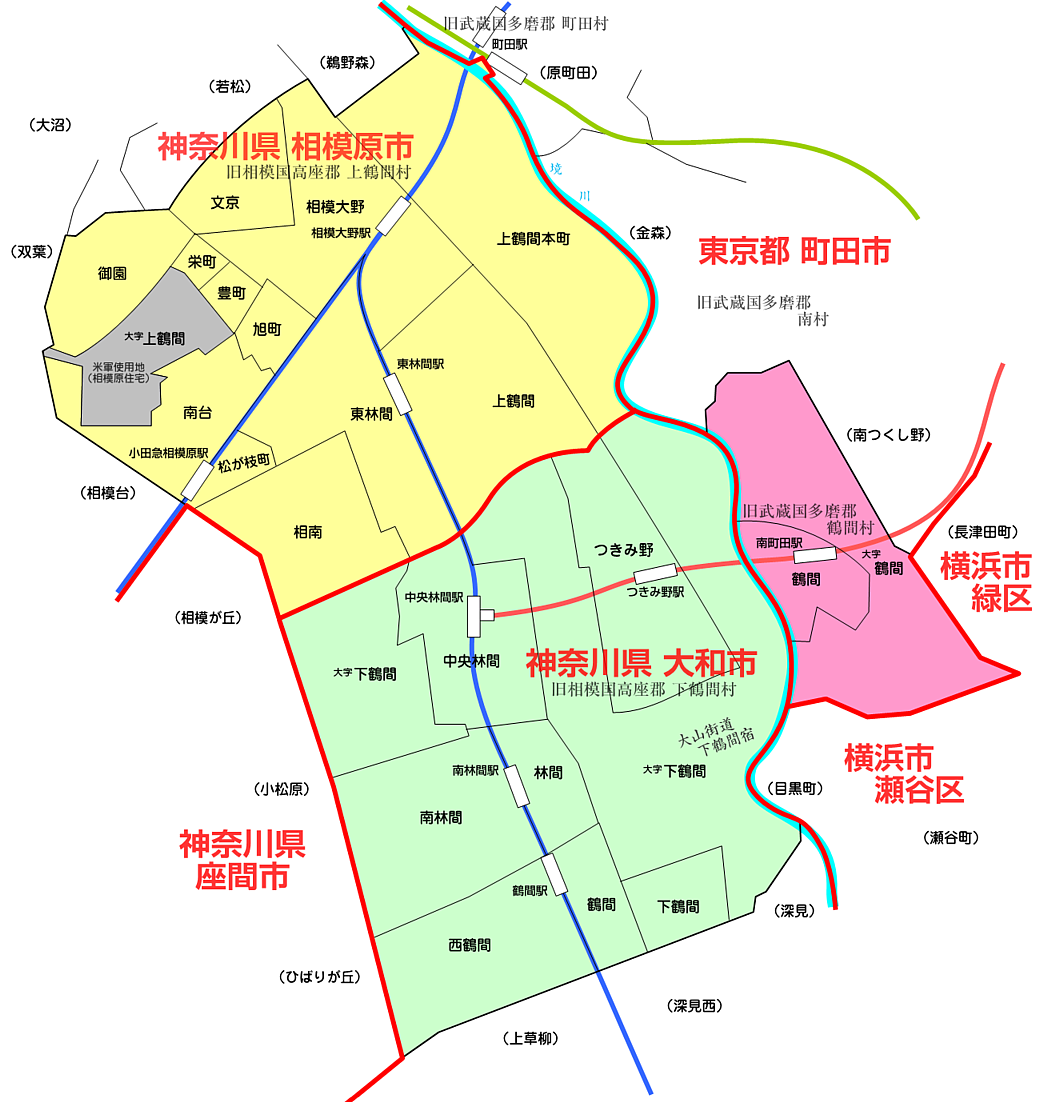
鶴間村・上鶴間村・下鶴間村周辺の現在の区画。地区分割や編入も繰り返されているため、江戸時代の区域とは必ずしも一致しない。

西鶴間（にしつるま）は、神奈川県大和市の町名。現行行政地名は西鶴間一丁目から西鶴間八丁目。住居表示は、全域で実施済。

## 地理
大和市北部に位置する。住居表示の実施により新たに新町名が設置された際下鶴間から分割された。東は鶴間、西は座間市ひばりヶ丘、南は上草柳、北は南林間と接している。

### 河川
- 境川
  - 目黒川

### 地価
住宅地の地価は、2023年（令和5年）1月1日の公示地価によれば、西鶴間3-10-11の地点で19万円/m2となっている。

## 歴史
明治初期まで相模国高座郡下鶴間村に属していた。

### 由来
名前の由来は昔、鶴が飛来したという「鶴舞の里」から。宿場町として、鶴間村は鎌倉街道や絹の道の宿場町として賑わったとされる。

### 沿革
- 1889年 - 高座郡鶴見村
- 1891年 - 高座郡大和村
- 1943年 - 高座郡大和町

を経て
- 1959年 - 大和市に所属

## 世帯数と人口
2021年（令和3年）10月1日現在（大和市発表）の世帯数と人口は以下の通りである。
| 丁目         | 世帯数    | 人口     |
| ------------ | --------- | -------- |
| 西鶴間一丁目 | 1,445世帯 | 2,126人  |
| 西鶴間二丁目 | 1,323世帯 | 2,783人  |
| 西鶴間三丁目 | 1,124世帯 | 2,347人  |
| 西鶴間四丁目 | 1,168世帯 | 2,345人  |
| 西鶴間五丁目 | 670世帯   | 1,298人  |
| 西鶴間六丁目 | 828世帯   | 1,948人  |
| 西鶴間七丁目 | 766世帯   | 1,791人  |
| 西鶴間八丁目 | 244世帯   | 610人    |
| 計           | 7,568世帯 | 15,248人 |

### 人口の変遷
国勢調査による人口の推移。
| 年                 | 人口   |
| ------------------ | ------ |
| 1995年（平成7年）  | 15,296 |
| 2000年（平成12年） | 15,037 |
| 2005年（平成17年） | 15,367 |
| 2010年（平成22年） | 15,330 |
| 2015年（平成27年） | 15,095 |
| 2020年（令和2年）  | 15,239 |

### 世帯数の変遷
国勢調査による世帯数の推移。
| 年                 | 世帯数 |
| ------------------ | ------ |
| 1995年（平成7年）  | 5,911  |
| 2000年（平成12年） | 6,008  |
| 2005年（平成17年） | 6,456  |
| 2010年（平成22年） | 6,763  |
| 2015年（平成27年） | 6,996  |
| 2020年（令和2年）  | 7,473  |

## 事業所
2021年（令和3年）現在の経済センサス調査による事業所数と従業員数は以下の通りである。
| 丁目         | 事業所数  | 従業員数 |
| ------------ | --------- | -------- |
| 西鶴間一丁目 | 165事業所 | 994人    |
| 西鶴間二丁目 | 40事業所  | 322人    |
| 西鶴間三丁目 | 61事業所  | 467人    |
| 西鶴間四丁目 | 37事業所  | 236人    |
| 西鶴間五丁目 | 40事業所  | 297人    |
| 西鶴間六丁目 | 30事業所  | 440人    |
| 西鶴間七丁目 | 8事業所   | 86人     |
| 西鶴間八丁目 | 24事業所  | 485人    |
| 計           | 405事業所 | 3,327人  |

### 事業者数の変遷
経済センサスによる事業所数の推移。
| 年                 | 事業者数 |
| ------------------ | -------- |
| 2016年（平成28年） | 451      |
| 2021年（令和3年）  | 405      |

### 従業員数の変遷
経済センサスによる従業員数の推移。
| 年                 | 従業員数 |
| ------------------ | -------- |
| 2016年（平成28年） | 3,227    |
| 2021年（令和3年）  | 3,327    |

## 交通

### 鉄道
- 小田急電鉄江ノ島線鶴間駅

### 道路
- 国道246号旧道

## 施設

### 教育
- 小学校
  - 大和市立西鶴間小学校

### 公共施設
- コミュニティセンター西鶴間会館
- 鶴間駅前郵便局
- 泉の森

### 企業
- 森永ヤマト食品

## その他

### 日本郵便
- 郵便番号 : 242-0005[3]（集配局 : 大和郵便局[16]）。